# 怖粒鯰
怖粒鯰，為輻鰭魚綱鯰形目粒鯰科的其中一種，為熱帶淡水魚，分布於亞洲緬甸锡当（Sittang）河流域，體長可達3.4公分，棲息在底層水域，生活習性不明。